# Nikolai Wladimirowitsch Sultanow

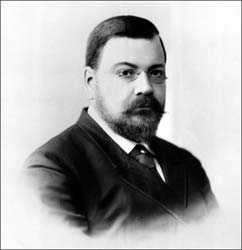
Nikolai Wladimirowitsch Sultanow (1880er Jahre)

Nikolai Wladimirowitsch Sultanow (russisch Николай Владимирович Султанов; * 28. Januarjul. / 9. Februar 1850greg. auf dem Familiensitz Prudki, Gouvernement Kaluga; † 15. September 1908 in Wiesbaden) war ein russischer Architekt, Restaurator, Kunstwissenschaftler und Hochschullehrer.

## Leben
Die adlige Familie Sultanow führte sich auf Akindina Fjodorowitsch Sultanow zurück, dem 1674 Ländereien verliehen worden waren. Sultanows Vater Wladimir Arkadjewitschj verließ 1858 die Familie, so dass die Mutter Jelena Nikolajewna den Sohn und zwei Töchter aufzog. Die Familie zog oft um und lebte in Moskau und Nischni Nowgorod. Sultanows Berufswahl wurde vom Mann seiner Tante, dem Architekten Nikolai Pawlowitsch Miljukow, bestimmt. Er besuchte in St. Petersburg das 5. Gymnasium mit Abschluss 1868 und studierte dann an der St. Petersburger Bauhochschule, die das Institut der Zivilingenieure (IGI) wurde und jetzt die St. Petersburger Staatliche Universität für Architektur und Bauwesen ist. 1873 verließ Sultanow die Hochschule mit einem Zeugnis ersten Ranges.
Sultanow ging in den Staatsdienst und lehrte am IGI. 1878–1879 veröffentlichte er seinen Kurs über Architekturgeschichte. 1895 wurde er Direktor des IGI. Seit seiner Jugend begeisterte sich Sultanow für die Neo-Russischer und Neo-Byzantinische Architektur als Ausgangspunkt der Architekturentwicklung. Unter seiner Führung wurde das IGI des Zentrum des Bauens im byzantinischen Stil. Sultanow übersetzte und redigierte Eugène Viollet-le-Ducs L’Art russe.
1877–1878 restaurierte Sultanow zusammen mit А. К. Serebrjakow die Dreifaltigkeitskirche im Schloss Ostankino. Dank einer zufälligen Bekanntschaft mit Graf Sergei Dmitrijewitsch Scheremetew war Sultanow 1878–1891 dessen Hausarchitekt und dann Architekt der Jussupows. Auch arbeitete er für Dmitri Sergejewitsch Sipjagin. 1891–1895 restaurierte Sultanow in Moskau zusammen den Jussupow-Palast am Bolschoi Charitonjewski Pereulok. Sultanow restaurierte Herrenhäuser und Kirchen in ganz Russland, sammelte Materialien zur Geschichte der russischen, byzantinischen und westeuropäischen Architektur und gab Monografien zur Architekturgeschichte heraus. 1892 lud Alexander III. Sultanow und drei andere Architekten ein, sich am Wettbewerb für den Bau der Peter-und-Paul-Kathedrale in Peterhof zu beteiligen. 1893 wählte Alexander III. Sultanows Projekt aus, das dann 1895–1905 Sultanows Schüler Wassili Antonowitsch Kossjakow realisierte. 1893 wurde Sultanow Wirkliches Mitglied der Kaiserlichen Akademie der Künste und war in russischen und europäischen wissenschaftlichen Gesellschaften aktiv.
Sultanow baute 1886–1889 die Höhlenkirche der Tschernigowski-Einsiedelei des Dreifaltigkeitsklosters von Sergijew Possad. 1889–1890 folgte die (nicht erhaltene) Hauskirche für den Palast des Großfürsten Pawel Alexandrowitsch. 1891–1895 baute Sultanow in Moskau das Haus des Moskauer Generalgouverneurs (Twerskaja Uliza 13) um, das später weiter umgebaut wurde. Er führte Restaurierungen in Kuskowo durch und entwickelte ein Projekt zur Rekonstruktion des Palastes der Fürsten von Uglitsch (1890–1892), in dem der Zarewitsch Dmitri lebte und starb. 1895 restaurierte er die Türme des Nischni Nowgoroder Kremls sowie 1897 die Moskauer Mariä-Geburt-Kirche (Uliza Malaja Dmitrowka 4). Mit dem Bildhauer Alexander Michailowitsch Opekuschin und dem Künstler Paul von Joukowsky schuf Sultanow 1893–1898 im Moskauer Kreml das Denkmal Alexanders II., das nach der Oktoberrevolution im Frühjahr 1918 zerstört und 1928 endgültig beseitigt wurde. Es folgten die Wladimir-Kirche (1900–1902) in Marienbad und die Kirche in Sacharowskoje (Ujesd Medyn).
Sultanow wurde auf dem Friedhof der Russischen Kirche in Wiesbaden begraben. Er war verheiratet mit der Schriftstellerin Jekaterina Pawlowna Letkowa, die ihn um fast 30 Jahre überlebte.

## Werke

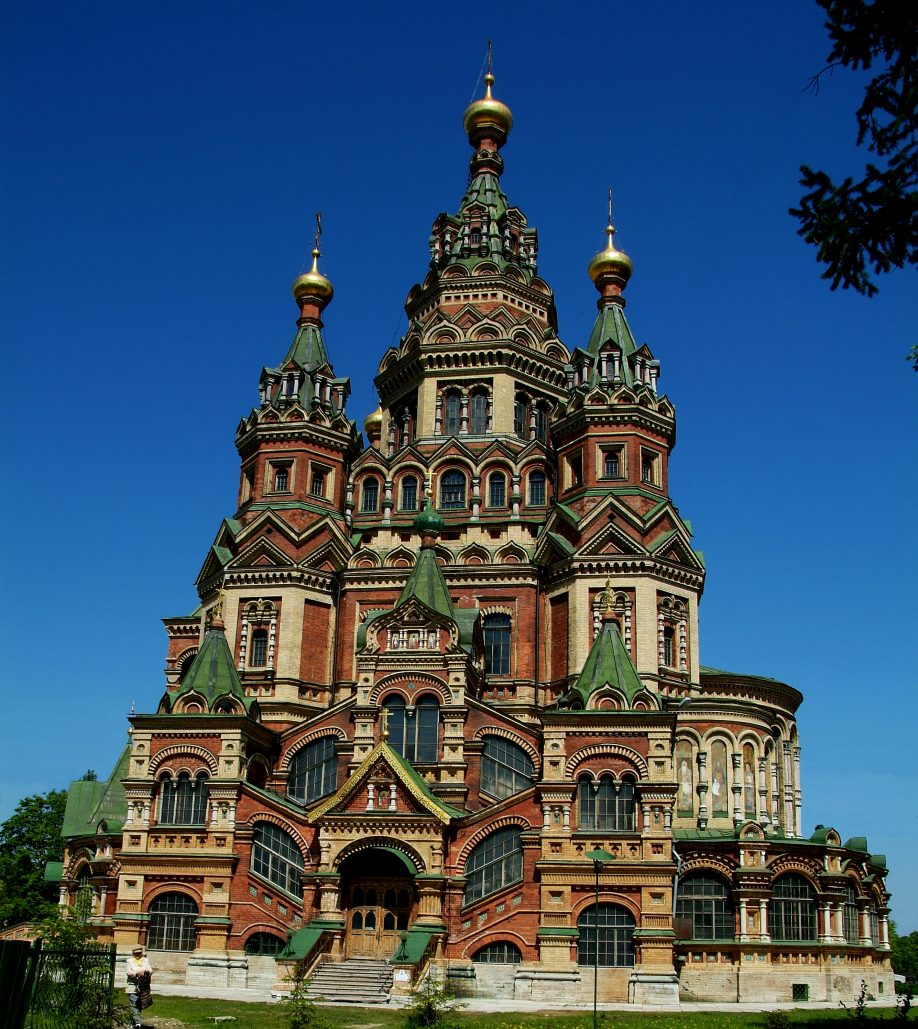
Peter-und-Paul-Kathedrale, Peterhof
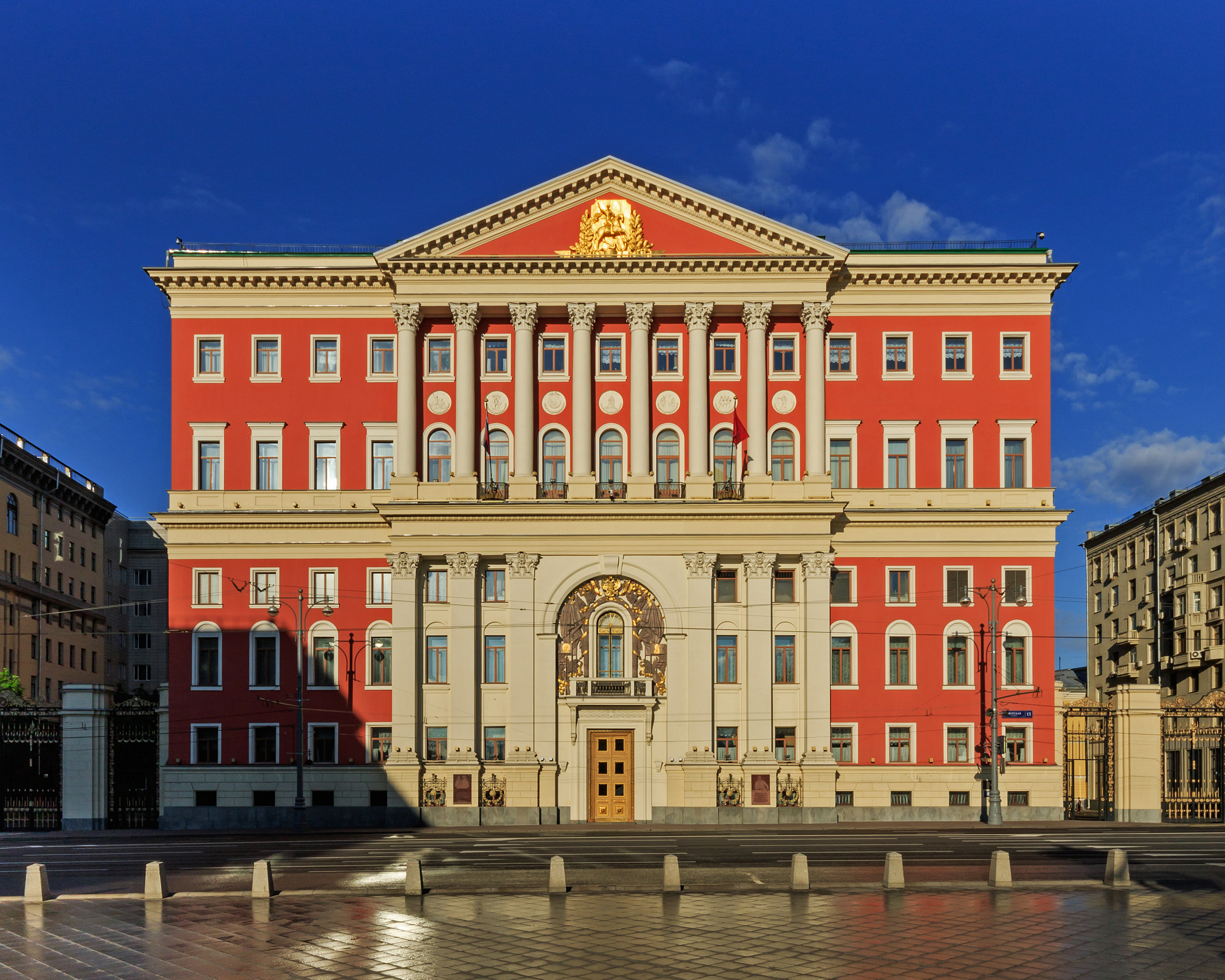
Haus des Moskauer Generalgouverneurs, Twerskaja Uliza 13, Moskau
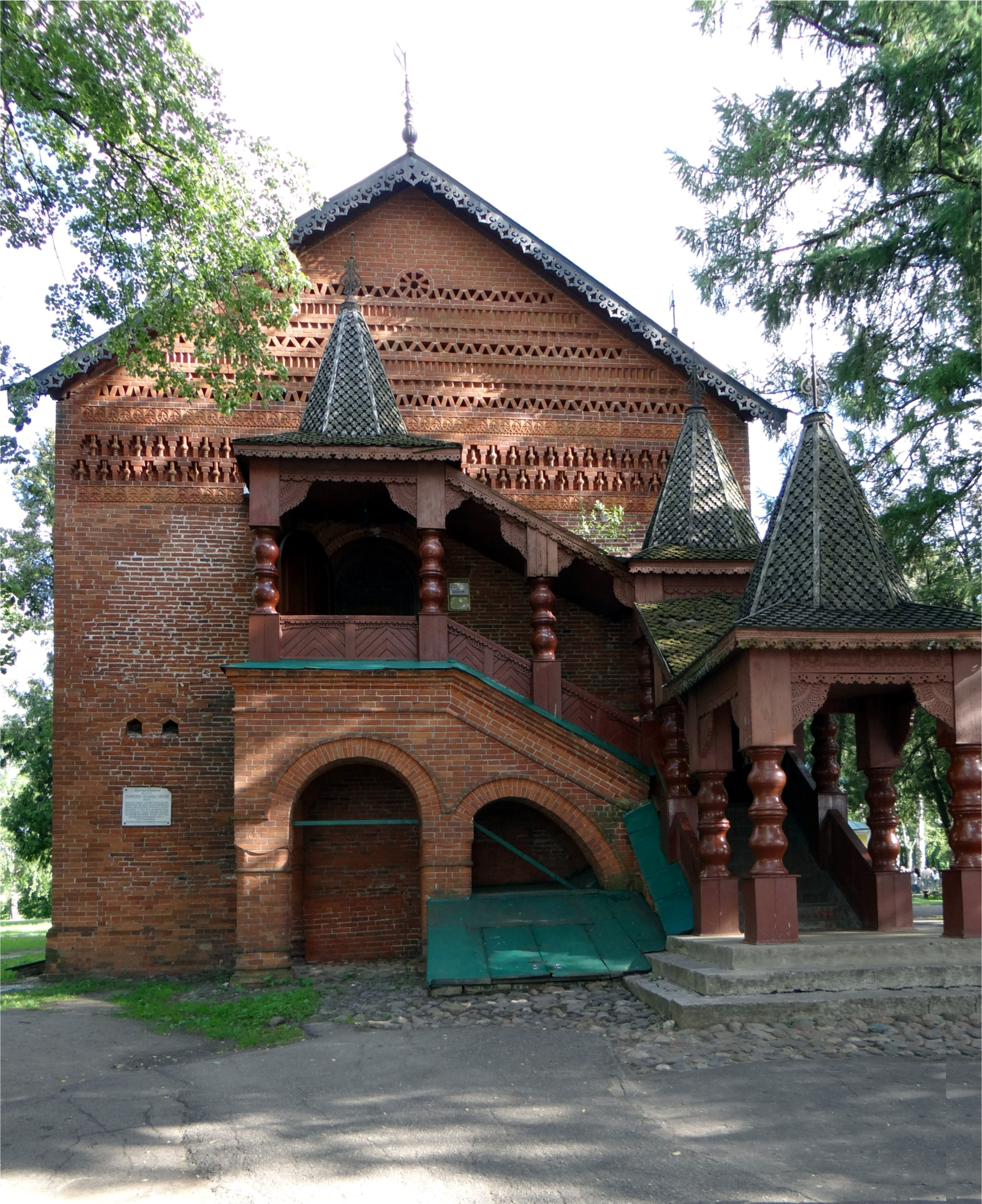
Palast der Fürsten von Uglitsch
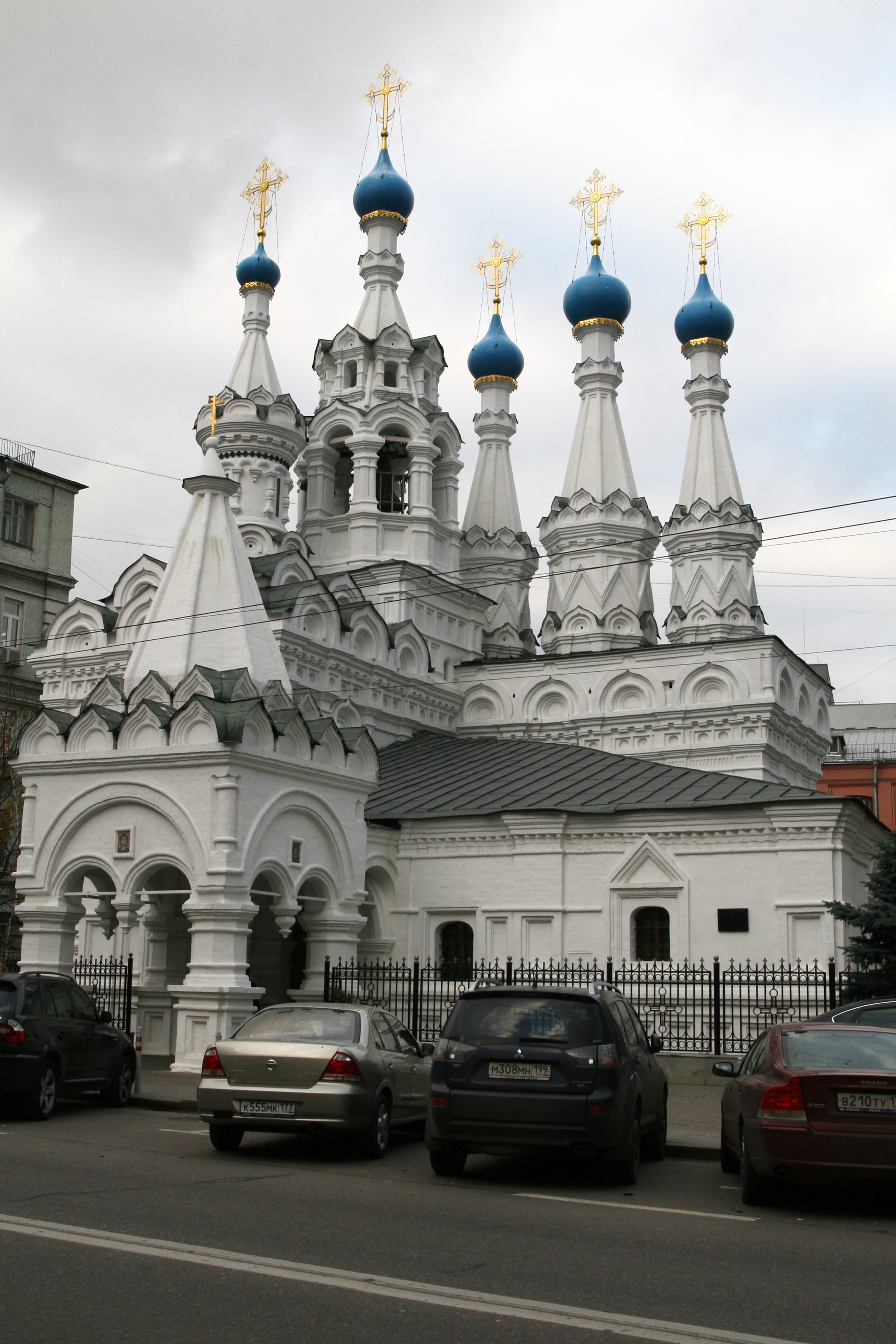
Mariä-Geburt-Kirche, Uliza Malaja Dmitrowka 4, Moskau
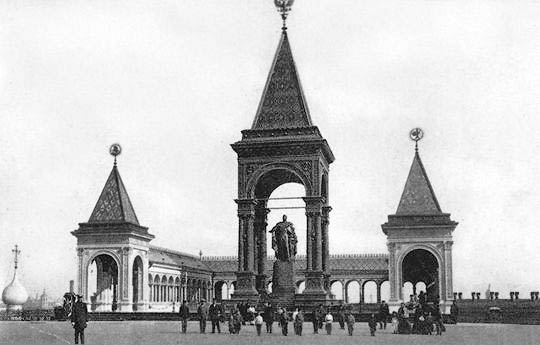
Denkmal Alexander II., Moskauer Kreml
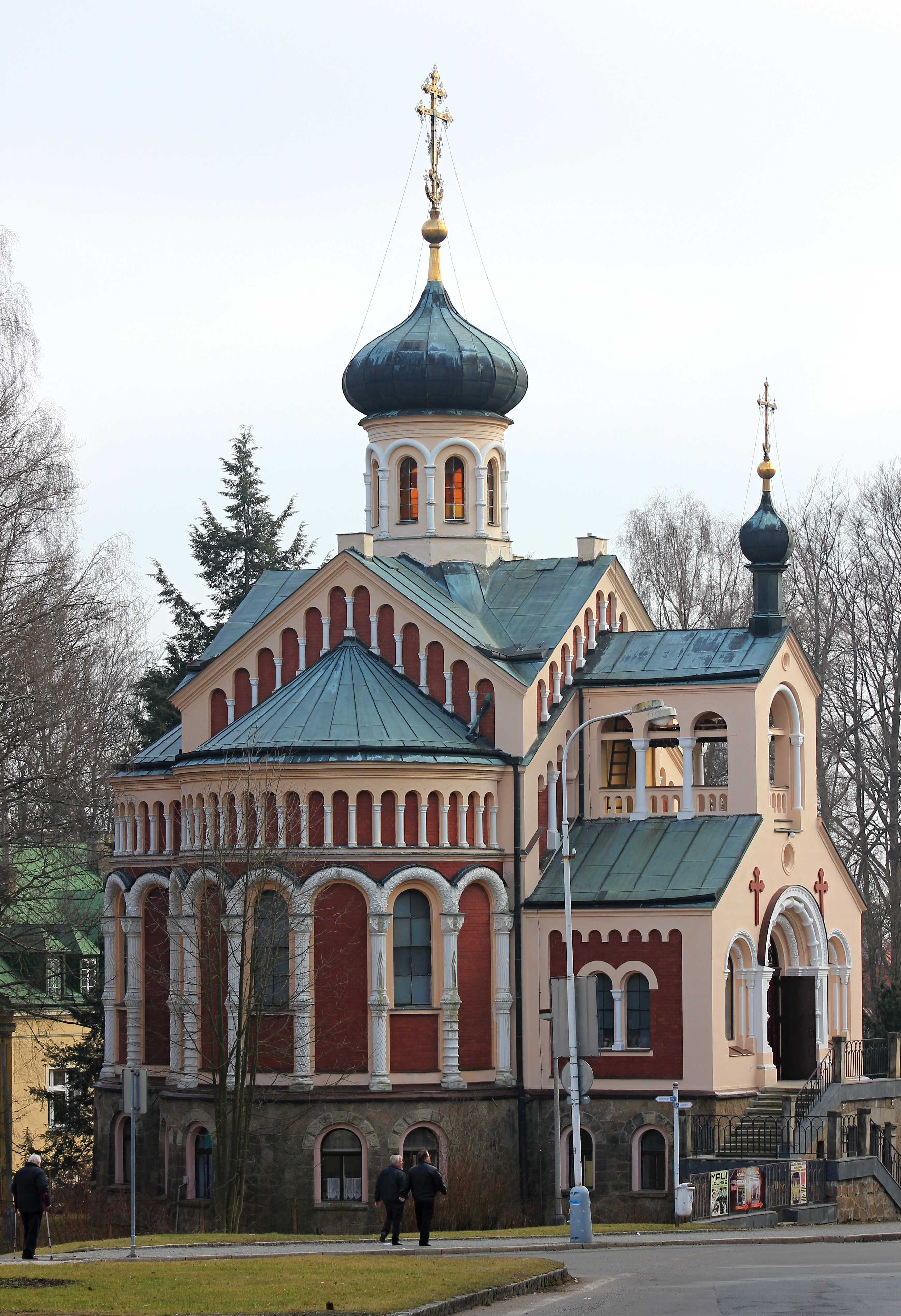
Wladimir-Kirche, Marienbad
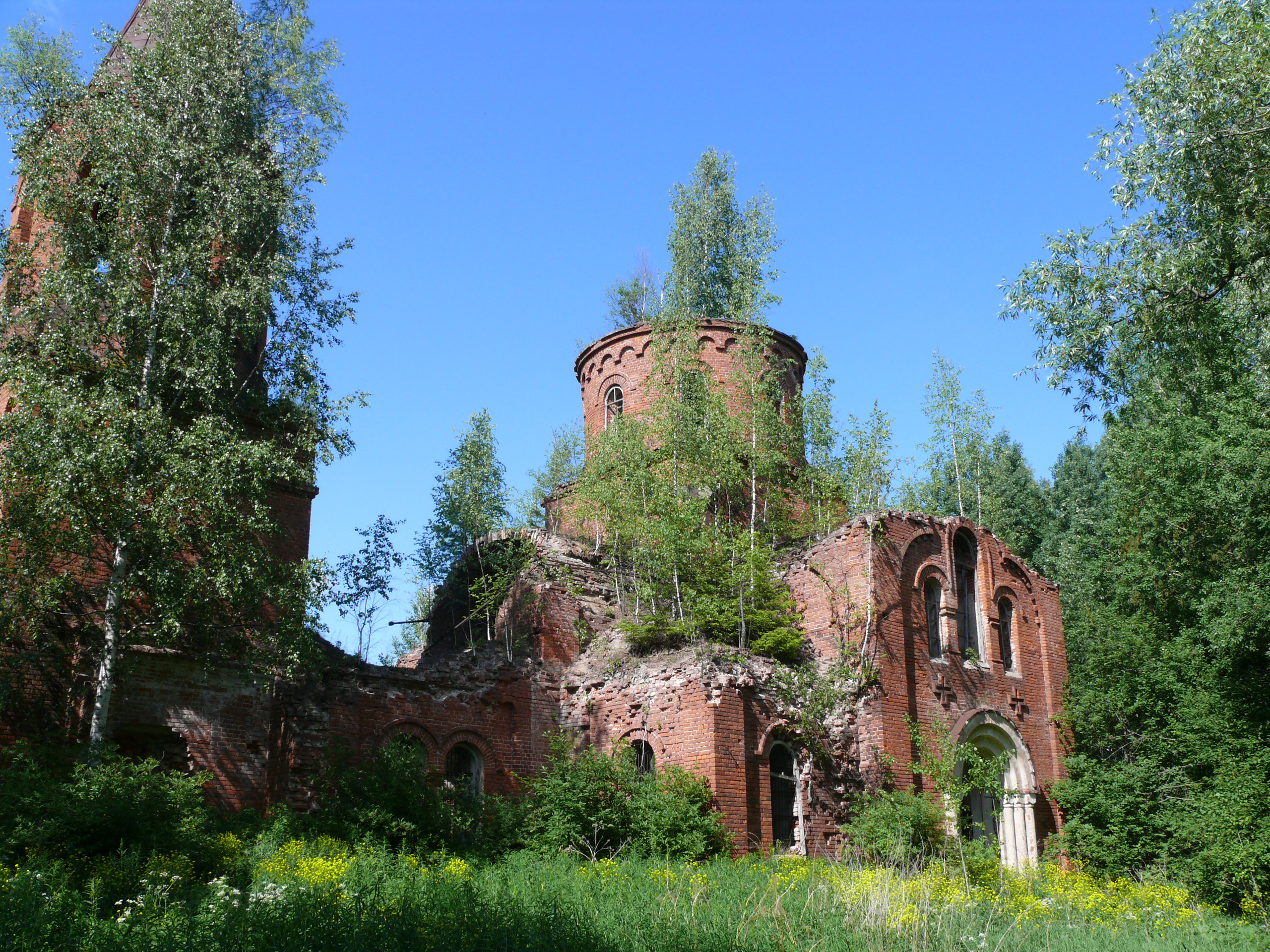
Kirche in Sacharowskoje